# Lacuna (filologia)

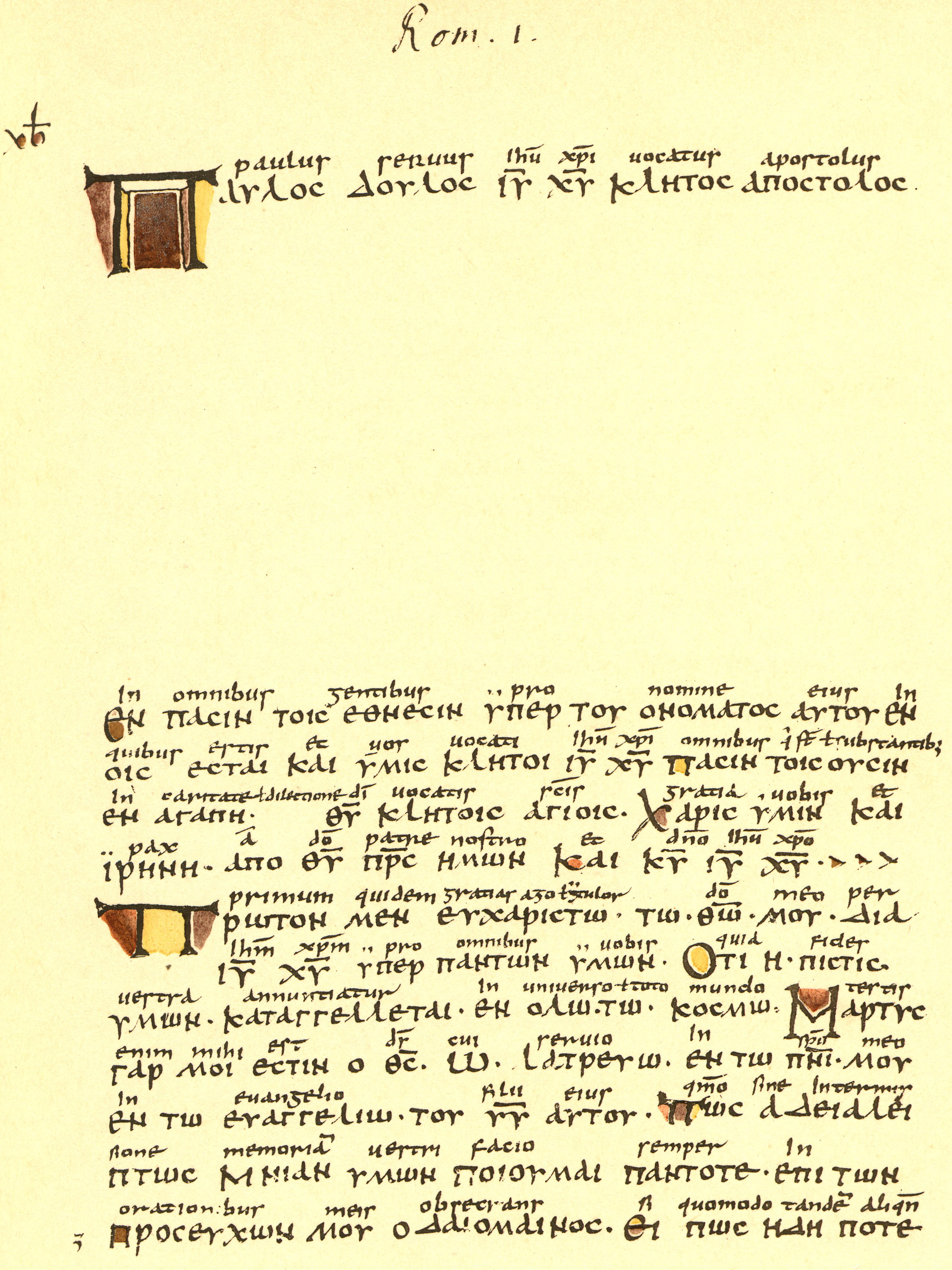
Prima pagina del Codex Boernerianus con lacunae nella Lettera ai Romani 1:1-4

Una lacuna è una mancanza in un manoscritto, iscrizione, testo, pittura, o opera musicale. Un manoscritto, testo o sezione che soffrono di lacune sono detti essere lacun(ul)ose.
Gli agenti atmosferici, il decadimento, e altri danni ai vecchi manoscritti o iscrizioni sono spesso responsabili di lacune — parole, frasi o interi passaggi che sono mancanti o illeggibili. I Palinsesti sono particolarmente vulnerabili. Per ricostruire il testo originale deve essere considerato il contesto. Nella papirologia e critica testuale questo può portare a ricostruzioni e interpretazioni concorrenti, se non contrapposte. Testi pubblicati che contengono lacune spesso segnano la sezione dove il testo è mancante con puntini di sospensione tra parentesi quadre. Ad esempio, "Questa frase contiene 20 parole, e [...] nomi", o "Infine, l'esercito è arrivato a [...] e si accampò."

## Esempi famosi
- Un esempio famoso nell'antico inglese di una lacuna si trova nel manoscritto MS Cotton Vitellius A. xv presso la British Library, il poema epico Beowulf:

hyrde ich that [... ...On]elan cwen. (Fitt 1, linea 62)
Questa lacuna particolare viene sempre riprodotta nelle edizioni del testo, ma molte persone hanno tentato di riempirla, in particolare, tra gli altri, i redattori Wyatt-Chambers e Dobbie, che accettano il verbo "waes" (era).  Malone (1929) propose il nome Yrse per la regina senza nome, in quanto alliterato con Onela. Questo però è ancora oggetto di accesi dibattiti tra gli studiosi.
- Un'altra lacuna importante è lunga otto fogli, la "Grande Lacuna" nel Codex Regius, la più importante fonte per la mitologia norrena e le prime leggende eroiche germaniche. Per fortuna parti della stessa sono sopravvissuti in manoscritti indipendenti e in forma di prosa nella Völsunga saga.
- Nel Codex Leicester (Minuscolo 69) il testo viene ignorato dagli Atti degli Apostoli 10:45 sino al 14:17 senza una pausa; forse uno scrivano lo ha ricopiato da un manoscritto incompleto.

## Media
L'azienda che realizza una procedura di cancellazione di memoria nel film Eternal Sunshine of the Spotless Mind è chiamata Lacuna, Inc., relativa al significato della parola.